# Бакал (Мали)
Бака́л (фр. Bakal) — городское поселение туарегов, расположенное в районе Гао в Мали. Бакал образовался рядом с одноимённым водоёмом.